# Arctosa ningboensis
Arctosa ningboensis este o specie de păianjeni din genul Arctosa, familia Lycosidae, descrisă de Yin, Bao și Zhang, 1996. Conform Catalogue of Life specia Arctosa ningboensis nu are subspecii cunoscute.